# Bandera de Granada (país)
La bandera de Granada fue adoptada luego de su independencia del Reino Unido el 7 de febrero de 1974.
La bandera consiste en un rectángulo dividido diagonalmente en triángulos amarillos arriba y abajo y verdes a los lados, con un borde rojo alrededor de la bandera. Tiene siete estrellas amarillas de cinco puntas, tres centradas en el borde superior, otras tres centradas en el borde inferior y una más en un círculo rojo superpuesto en el centro de la bandera. Por último, una vaina de nuez moscada, colocada de forma simbólica, está situada en el triángulo de la izquierda (Granada es el segundo país en producción de nuez moscada, tras Indonesia).
La enseña civil y nacional es la misma que la bandera nacional pero con una proporción de 1:2 en vez de 3:5; además la enseña naval se basa en la White Ensign británica con la bandera nacional en el cantón.

## Simbolismo
Las siete estrellas representan las siete divisiones administrativas de Granada, San Juan, San Marcos, San Patricio, San Andrés, San David y las Granadinas, siendo la del centro la que representa a la capital Saint George's; además simbolizan la esperanza de un futuro brillante. La nuez moscada (que también fue colocada en la primera bandera luego de la independencia) es uno de los principales productos de exportación; es así como en ocasiones se hace referencia a Granada como la "isla de las Especias" (Spice Island, en inglés).
La combinación de colores rojo, amarillo y verde (los colores panafricanos) representan la relación del país con África, ya que la mayoría de la población de Granada es afrodescendiente. También, el rojo representa la armonía y la unidad además simboliza el coraje y la vitalidad, el amarillo a la sabiduría y el calor tropical y la amabilidad de su gente y el verde representa a la exuberante vegetación, la fertilidad y la agricultura y las  base económica del país.

## Diseñador
La actual bandera de Granada fue diseñada por Anthony C. George

## Historia
Antes de la independencia existieron dos banderas que representaban a este territorio (siendo las dos basadas en la "Blue Ensign") la primera estuvo en vigencia entre 1875-1903 y en la cual se añadió el escudo en el cual se mostraba una escena típica de la isla, posteriormente entre 1903-1967 se cambió el escudo de la bandera, en este caso aparecía un barco que arriba a Granada. 
Entre 1967-1974 se introdujo una bandera tricolor horizontal con los colores azul-amarillo-verde y con una imagen de la nuez moscada en su centro dentro de un recuadro oval.

## Otras banderas

Bandera de la Armada y pabellón de proa
Bandera del Gobernador General de Granada

## Banderas históricas

Bandera de Granada (1875-1903)
Bandera de Granada (1903-1967)
Bandera del Estado Asociado de Granada (1967-1974)